# 359 до н. е.

## Померли
- Артаксеркс II — цар Персії з династії Ахеменідів.
- македонський цар Пердікка III